# Masquerade (album Erica Saade)
Masquerade – debiutancki album studyjny szwedzkiego piosenkarza Erica Saade, który został wydany 19 maja 2010 roku na terenie Szwecji przez wytwórnię płytową Roxy Recordings.
Album wygrał nagrodę Scandipop Award 2011 w kategorii Najlepszy album nowego artysty. Na tym samym konkursie nominowany był też w kategorii Najlepszy album artysty.

## Single
- „Sleepless” został wydany jako pierwszy singel z albumu 21 grudnia 2009 roku[4]. Osiągnął 44. miejsce na szwedzkiej listy przebojów[8]
- „Manboy” został wydany jako drugi singiel z albumu 28 marca 2010 rok[5]. Piosenka znalazła się na 1. miejscu szwedzkiej listy muzycznej[9]. Saade brał udział z nim w „Melodifestivalen 2010”, szwedzkich preselekcjach do 55. Konkursu Piosenki Eurowizji[10]. Ostatecznie utwór zdobył 159 punktów i zajął 3. miejsce w finale eliminacji[11].
- „Break of Dawn” został wydany jako trzeci singiel z albumu 28 czerwca 2010 roku[6]. Utwór znalazł się na 45. miejscu szwedzkiej listy muzycznej[12].

## Lista utworów
| Nr  | Tytuł                      | Autorzy                                                     | Producent                   | Czas |
| --- | -------------------------- | ----------------------------------------------------------- | --------------------------- | ---- |
| 1.  | „Masquerade”               | Anton Malmberg Hård Af Segerstad, Eric Saade, Tony Malm     | Jason Gill, Dimitri Stassos | 3:42 |
| 2.  | „Upgrade”                  | Alexander Jonsson, Björn Djupström, Charlie Mason           | Peter Boström               | 3:08 |
| 3.  | „Break of Dawn”            | Eric Saade, Fredrik Kempe                                   | Harry Sommerdahl            | 3:32 |
| 4.  | „It's Gonna Rain”          | Fredrik Kempe                                               | Peter Boström               | 3:56 |
| 5.  | „Manboy”                   | Fredrik Kempe                                               | Peter Boström               | 3:01 |
| 6.  | „Say It”                   | Gustav Efraimsson, Hayden Bell, Sarah Lundback              | Jason Gill, Dimitri Stassos | 3:34 |
| 7.  | „Sleepless”                | Fredrik Kempe                                               | Peter Boström               | 3:24 |
| 8.  | „I'll Be Alright”          | Eric Saade, Mikaela Stenström, Dimitri Stassos, Jason Gill  | Dimitri Stassos, Jason Gill | 3:17 |
| 9.  | „Radioactive”              | Mikaela Stenström                                           | Jason Gill, Dimitri Stassos | 3:58 |
| 10. | „Why Do We Need Fashion!?” | Anton Malmberg Hård Af Segerstad, Eric Saade, Niklas Lundin | Jason Gill, Dimitri Stassos | 3:08 |
| 11. | „It's Like That With You”  | Alexander Kronlund, Stephanie Bentley                       | Jason Gill, Dimitri Stassos | 4:32 |

## Notowania na listach przebojów
| Kraj    | Lista (2011)      | Najwyższa pozycja |
| ------- | ----------------- | ----------------- |
| Szwecja | Sverigetopplistan | 2                 |